# Motorower

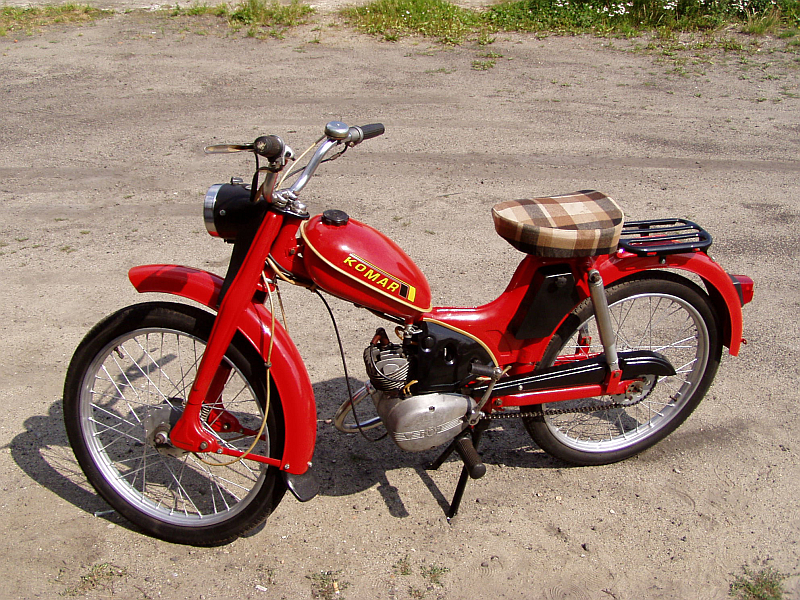
Motorower Komar 2350

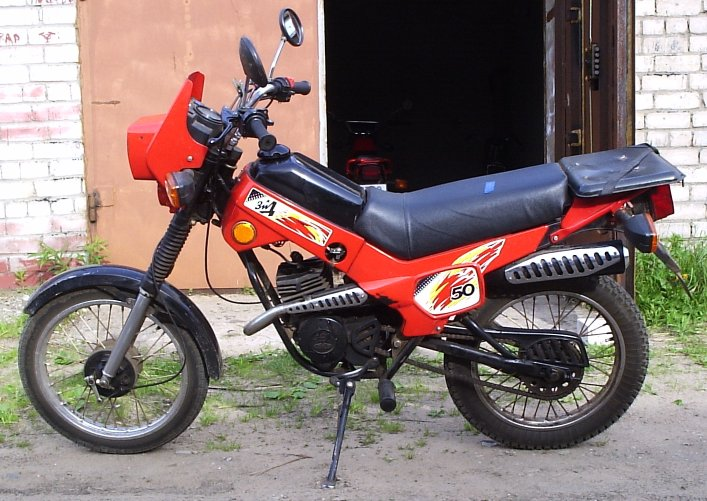
Motorower ZiD-50 Pilot

Motorower, moped – dwu- lub trójkołowy pojazd podobny do motocykla lub zaliczany do tej grupy, zdefiniowany przez ograniczone możliwości napędu. Według polskiej definicji z Prawa o ruchu drogowym motorower ma silnik spalinowy o pojemności skokowej do 50 cm3 lub silnik elektryczny o mocy nie większej niż 4 kW, a jego konstrukcja ogranicza prędkość jazdy do 45 km/h; w niektórych krajach dopuszczona jest większa prędkość.

## Charakterystyka
Polska nazwa motorower wskazuje, że pojazd ma cechy motocykla i roweru. Pierwotnie były to produkowane od początku XX wieku pojazdy oparte konstrukcyjnie na rowerach, często o wzmocnionej konstrukcji, z lekkim silnikiem spalinowym. Stosowano też silniki doczepne do rowerów. Od początku lat 30. pojawiły się także spełniające podobną rolę lekkiego i ekonomicznego środka transportu, lecz bardziej zaawansowane technicznie konstrukcje niewielkich uproszczonych motocykli z silnikami o pojemności poniżej 100 cm3 (początkowo w Niemczech, jednym z pierwszych był Hercules Lilliput z 1930). W licznych państwach do prowadzenia takich motocykli nie wymagano prawa jazdy.
Nowa generacja motorowerów powstała w latach 50. XX wieku. Wtedy to – od 1953 roku w Niemczech, a później na świecie – zaczęto używać nazwy moped określającej pojazd o zamiennym napędzie – motorowym lub pedałowym. Pedały służyły do startu silnika oraz jako napęd pomocniczy (sam napęd tego typu nie był nowością, gdyż miały go także wczesne motocykle). Wyróżnikami motorowerów stały się silniki o pojemności do 50 cm3 i prędkość poniżej 40 km/h oraz obniżona rama, na wzór roweru damki, ułatwiająca jazdę w różnych ubraniach. Pomimo pojawienia się w języku angielskim pod koniec lat 50. nazwy mokick, oznaczającej motorower bez pedałów i z rozrusznikiem nożnym (kick-starter), nazwa moped zyskała większe rozpowszechnienie i używana jest na świecie do określania ogółu motorowerów. Oprócz klasycznych z obniżoną ramą, produkowanych do dziś, istnieje cała gama ich rodzajów, obejmująca między innymi pomniejszone wersje motocykli i małe skutery.
Współcześnie oprócz motorowerów tradycyjnych, zbliżonych konstrukcyjnie do motocykli lub rowerów, budowane są także motorowery kabinowe, przypominające swoim wyglądem i cechami użytkowymi mikrosamochody.

## Polskie przepisy
Według ustawy Prawo o ruchu drogowym w Polsce motorower można prowadzić po drogach publicznych, w strefach zamieszkania lub w strefach ruchu po ukończeniu 14. roku życia. Dokumentem uprawniającym do jego prowadzenia jest prawo jazdy kategorii AM lub jakiejkolwiek innej wyższej kategorii. Od osób kierujących motorowerem, które ukończyły 18 lat przed 19 stycznia 2013 roku, nie wymaga się dokumentu uprawniającego do kierowania; istnieje jednak obowiązek jazdy na nim w kasku ochronnym. Motorower nie jest uważany za pojazd silnikowy (w sensie prawnym). Powinien poruszać się przy prawej krawędzi jezdni lub poboczem. Dokumentem stwierdzającym dopuszczenie motoroweru do ruchu jest dowód rejestracyjny albo pozwolenie czasowe. Można się poruszać motorowerem, jeśli spełnia on warunki techniczne dla tego pojazdu, jest zarejestrowany i posiada zalegalizowane tablice rejestracyjne. Motorower musi mieć także ubezpieczenie OC.

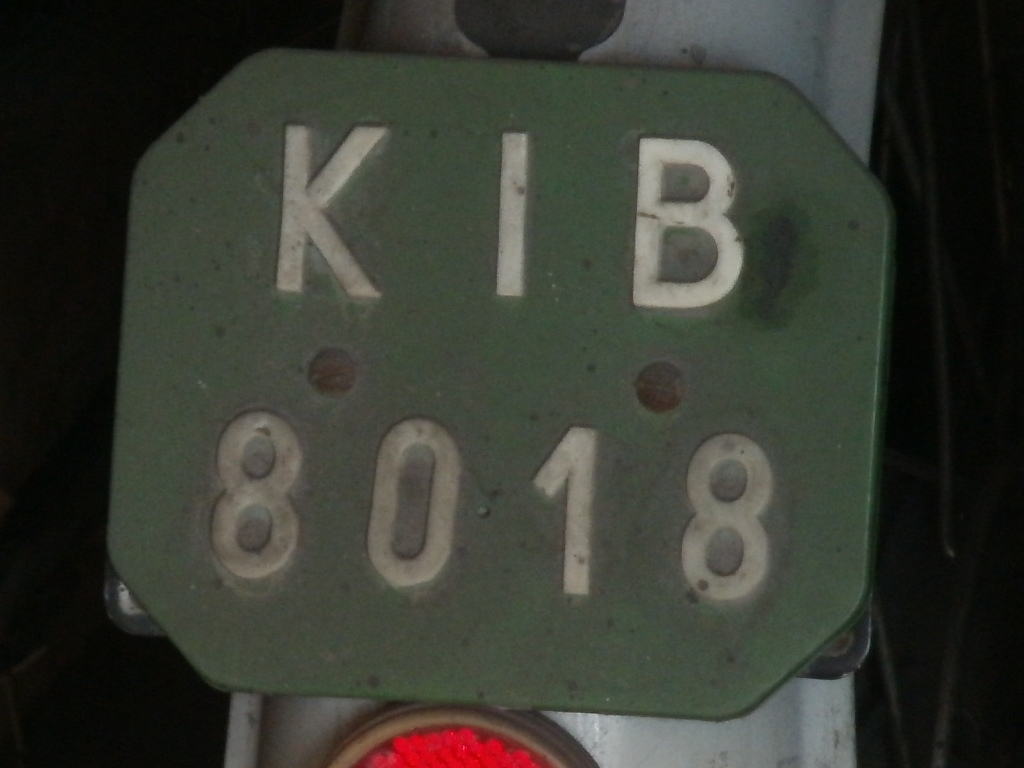
Dawna motorowerowa tablica rejestracyjna (1984–2000)
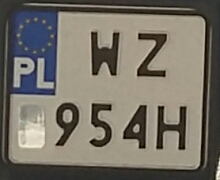
Współczesna motorowerowa tablica rejestracyjna

## Przykłady
Konstrukcje polskie
- Dezamet Stella
- Romet 50 T-1
- Romet 210
- Romet 750
- Romet 760
- Romet 2375
- Romet Kadet
- Romet Komar
- Romet Ogar
- Romet Pony
- ZMW Ryś
- ZMW Żak

Inne popularne konstrukcje
- Jawa 50
- Simson S51
- Simson SR50

Motorowery kabinowe
- Aerorider
- TWIKE
- Simson DUO